# 新潟市観光・文化検定
新潟市観光・文化検定(にいがたしかんこうぶんかけんてい)は、新潟市で開催されていたご当地検定。通称はニイガタ検定(ニイガタけんてい)。

## 概要
新潟市観光・文化検定実行委員会が主催となり、ご当地検定制度の新潟市版として2006年度から2015年度まで実施されていた。
合格認定資格は2025年3月末日まで継続されると公式ホームページでアナウンスされている。

## 歴史
- 2007年 「第１回新潟市観光・文化検定」（ニイガタ検定）が開催される[1]。
- 2010年 初級が新設される[2]。
- 2015年 受験者数の減少を主な理由として第10回検定を以て終了[3]。